# Manuel Blanco Romasanta
Manuel Blanco Romasanta (llogaret de Regueiro, Esgos, Ourense, 18 de novembre de 1809 - † Ceuta, 14 de desembre de 1863) va ser un psicòpata criminal espanyol i únic cas documentat de licantropia clínica (referint-se a la malaltia mental, no al ser mitològic) a Espanya que va arribar a cometre diversos crims en el segle xix. També és considerat com l'origen de la llegenda de l'home del sac o sacamantecas (aquesta última en simultani amb Juan Díaz de Garayo).

## Biografia
A la seva partida de naixement està consignat com Manuela, perquè es va creure que era una nena. Era d'aspecte físic normal encara que només feia 137 cm, ros i de faccions considerades per alguns historiadors com tendres. Romasanta va treballar com a sastre i era considerat intel·ligent i culte per a l'època, perquè sabia llegir i escriure.
Va portar una vida aparentment corrent fins a la mort de la seva dona, en la qual no va tenir participació. A partir d'aquest moment va deixar la vida sedentària i va començar a dedicar-se a la venda ambulant. Es traslladà durant els primers anys per la zona d'Esgos i posteriorment abastà tot Galícia i Cantàbria. Amb el temps, els vilatans van començar a conèixer-lo com a venedor d'un ungüent que es deia que estava compost per greix humà, per la qual cosa la seva fama es va estendre ràpidament per Galícia. Per això les autoritats —en ser informades més endavant dels crims de Romasanta— en van iniciar la crida i cerca a Toledo. La seva fama d'assassí li arribà amb l'acusació per la mort d'un algutzir prop de Ponferrada. Després de ser condemnat a 10 anys de presó en rebel·lia, va aconseguir escapar-se a un refugi al poble abandonat d'Ermida. Allí va conviure amb el bestiar durant mesos. Va tornar a aparèixer en públic, aquesta vegada a Rebordechao, barrejant-se a poc a poc amb la població local, i establint progressivament relacions personals, va guanyar especialment la confiança i amistat de les dones, la qual cosa va fer que arrossegués certa fama d'efeminat. Va arribar a exercir l'ofici de teixidor, considerat propi de les dones en aquella època.
Ja assentat al poble és quan van començar els seus assassinats, que cometia als boscos de Redondela i Argostios. Durant anys va eludir a la justícia, i cometé nou assassinats en què les víctimes eren sempre dones o nens. Després dels últims assassinats va planejar la seva fugida de Galícia amb un passaport fals. Finalment, va ser capturat a Nombela (Toledo) i jutjat a Allariz (Ourense). El fiscal fou Manuel Blanco Bastida.
Romasanta va afirmar que, víctima d'un malefici que el tornava llop, havia matat tretze persones a sang freda, usant les seves mans i dents per posar fi a les seves vides i menjar-se les restes. El judici (conegut com la "causa contra l'home llop") va durar aproximadament un any. Se'l va acusar d'endur-se amb mentides i enganys dones i nens per matar-los i treure'ls el seu o untó, i posteriorment vendre'l. En aquest litigi va declarar ser víctima d'un sortilegi d'una bruixa que, segons ell, el feia transformant-se en llop durant les nits de lluna plena.
| «                                                                                                | La primera vegada que em vaig transformar va ser a la muntanya de Couso. Em vaig trobar amb dos llops grans amb aspecte feroç. De sobte, vaig caure al terreny, vaig començar a sentir convulsions, em vaig rebolcar tres vegades sense control i als pocs segons jo mateix era un llop. Vaig estar cinc dies donant voltes amb els altres dos, fins que vaig tornar a recuperar el meu cos, el que vostè veu ara, senyor jutge. Els altres dos llops que venien amb mi, que jo creia que també eren llops, es van canviar a forma humana. Eren dos valencians. Un es deia Antonio i l'altre Genaro. I també sofrien una maledicció com la meva. Durant molt temps vaig sortir com a llop amb Antonio i Genaro. Atacàrem i ens vam menjar diverses persones perquè teníem gana. | » |
| — Manuel Blanco Romasanta, CAUSA Nº 1778: CAUSA CONTRA HOMBRE LOBO, JUZGADOS DE ALLARIZ (ORENSE) | |   |

Més tard al·legaria que el que sofria no era una maledicció sinó una malaltia. A més va declarar recordar tot el succeït una vegada transformat de nou en ésser humà, cosa que va ser decisiva per a la seva sentència. La defensa del presoner va argumentar que no es podia provar un assassinat amb una única confessió, encara que aquesta fos la del mateix acusat. La sentència arribà el 6 d'abril de 1853, quan Romasanta comptava quaranta-quatre anys: es va considerar que ni era boig ni idiota o maníac, per la qual cosa va ser condemnat a morir en el garrot vil i a pagar una multa de 1.000 rals per víctima.
Un himnòleg francès que havia seguit el cas va enviar una carta al ministre de Gràcia i Justícia en la qual expressava els seus dubtes sobre si Romasanta patia o no licantropia. Assegurava haver guarit altres pacients amb la hipnosi i demanava que, abans d'executar-lo, el deixessin hipnotitzar-lo. També va sol·licitar la intervenció de la reina Isabel II, qui va demanar al Tribunal Suprem que revisés el cas. Temps després, Isabel II va signar una ordre per alliberar Romasanta de la pena capital, commutant-la per cadena perpètua.
La seva vida va donar lloc a la creació de romanços de cec, novel·les i pel·lícules.

## Víctimes
Llista de les víctimes conegudes.
- Manuela García, 47 anys, i la seva filla Petra, 15, assassinades a la serra de San Mamede quan anaven a Santander.
- Benita García Blanco, 34 anys, i el seu fill Francisco, de 10, assassinats a Corgo de Boi quan viatjaven a Rua Cantabras.
- Antonia Land, de 37 anys, i la seva filla Peregrina, assassinades quan anaven a Ourense.
- Josefa García i el seu fill Jose Pazos, 21 anys.
- María Dolores, 12 anys.

## Hipòtesi sobre la seva mort
- Fins al 2009 es creia que Romasanta havia mort el 1854, després a la presó d'Allariz en la qual complia condemna.[4]
- El 30 de maig de 2009, en un documental de TVG Europa se sospitava la possibilitat que hagués mort en un altre lloc i s'apuntava el castell de San Antón (La Corunya)[5]
- El 2011 en les Jornades Manuel Blanco Romasanta celebrades a Allariz a la fi d'octubre els investigadors d'Ourense Cástor i Félix Castro Vicente van presentar proves (diverses retallades de premsa de l'època) que asseguraven que Romasanta va morir en una presó de Ceuta d'un càncer d'estómac el 1863[1] El relat amb les referències a les proves del final de Manuel Blanco Romasanta estan publicades a la seva pàgina "Música Rabeosa"[6]

## Retrats en lacultura popular
- La novel·la El bosque de Ancines (1947) de Carlos Martínez-Barbeito.
- A El bosque del lobo (1970), el director Pedro Olea Retolaza relata la història d'un assassí similar a Romasanta, anomenat Benito Freire i interpretat per José Luis López Vázquez.
- A Romasanta. La caza de la bestia (2003), el director espanyol Paco Plaza va dur a la pantalla una versió del mite de Romasanta. Fou rodada a Barcelona i Galícia.[7]
- La novel·la Romasanta. Memorias incertas do home lobo (2004) d'Alfredo Conde Cid.

## Reportatges
- Adiante Galicia - "Romasanta nunca fue visto por un psiquiatra"
- Silvia R. Pontevedra - "El hombre lobo era mujer"
- Patricia Abet - "Las páginas olvidadas del juicio al hombre lobo"
- Silvia R. Pontevedra - "Me convertía en lobo por una maldición y devoraba a cualquiera"
- Ruth Portela - "Manuel Blanco Romasanta, hombre lobo o asesino en serie"